# 先进统一党
先进统一党（韩语：／ Seonjintongildang），原名自由先進黨（韩语：／ Jayuseonjindang），简称先进党，是由前韩国国务总理李會昌所成立的以忠清道为根据地的保守主义政黨。该党在2008年1月22日吸收合并國民中心黨，2012年5月改名先进统一党，2012年10月25日并入新世界党。

## 歷史

### 成立背景
2002年韩国大选后，再度以微弱劣势败选的大国家党候选人李会昌宣布退出政坛。2004年的国会选举中，以忠清道为基地的自由民主联合惨败，两年后并入大国家党。忠清南道知事沈大平退出自民联，建立国民中心党，吸纳了三名自民联议员。
2007年韩国大选前夕，李会昌在民调领先执政党候选人郑东泳的情况下宣布以无党籍竞选总统，并与原宣布参选的沈大平完成单一化。最终李会昌获得了15.1％的选票，排名第三，并在忠清道的多个基础自治团体中排名第一。李会昌顺势于2008年2月4日建立自由先进党，并担任首任党总裁。

### 党内分合

自由先进党标志

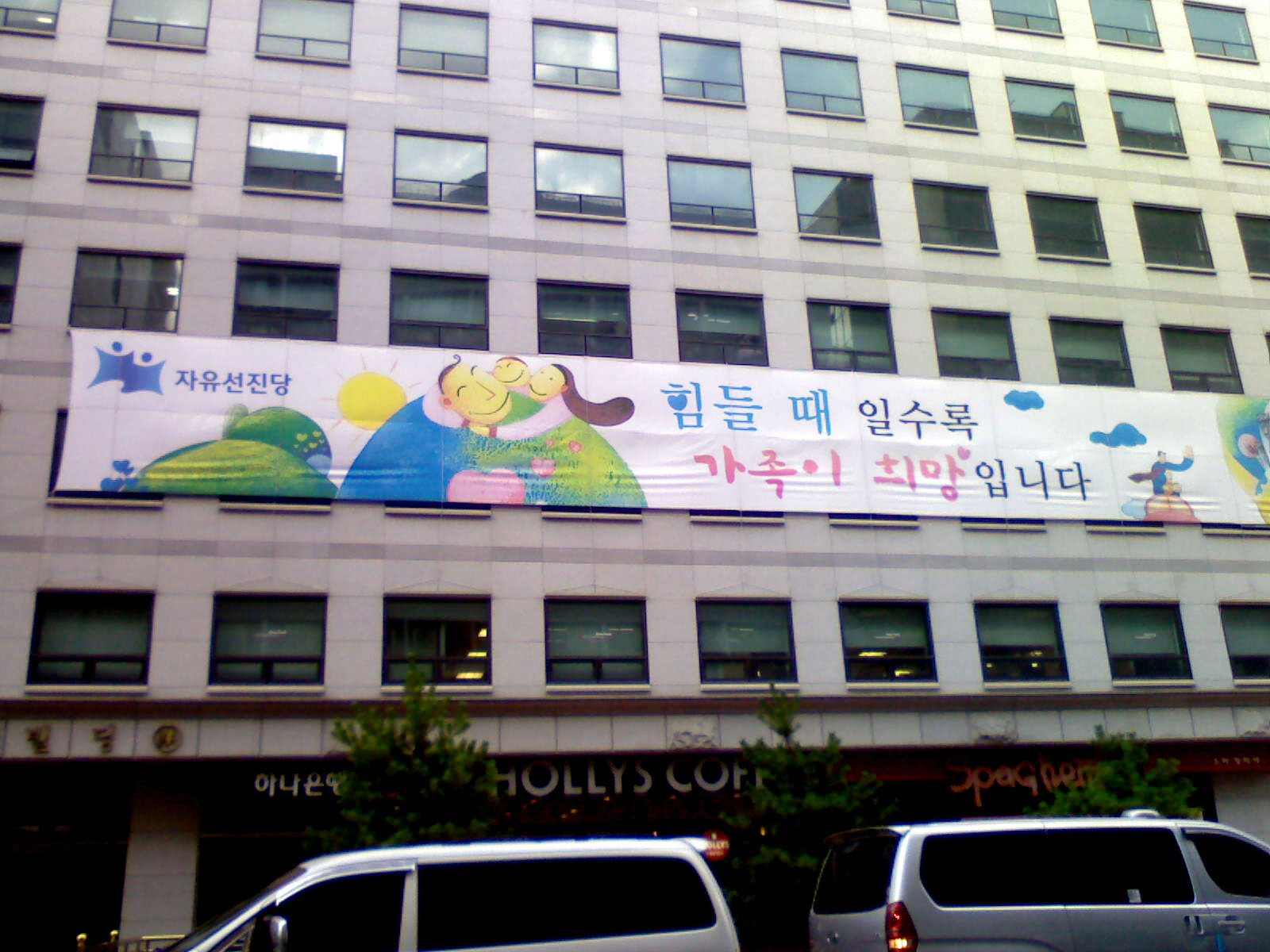
自由先进党党舍

自由先进党创党后，吸纳了沈大平的国民中心党以及部分忠清道国会议员，在2008年4月的国会选举中，先进党获得忠清道24个议席中的14个，比例代表赢得4席，共计18席，成为国会第三大党，但距离交涉团体的20席仍差两席。先进党最终和创造韩国党的两名议员达成协议，组建“先进创造联合党团”。
但进入2009年后，自由先进党内部出现裂痕：执政的大国家党主张将原定为行政首都的世宗市改为科学商务综合中心，成功拉拢沈大平担任国务总理，但这一方案在李会昌的反对下失败。对此失望的沈大平于2009年8月以“李会昌支持率仅有2％且独断专行”为由退党，于次年另建新党——国民中心联合，先进创造联合党团也就此瓦解。2010年的地方选举中，自由先进党仅赢得大田一席，同年的两次补选也一无所获。李会昌于次年辞去党代表职务，并不再参选下届国会议员，至此彻底退出政坛。

### 走入历史
面对群龙无首，支持率低迷的不利局面，新任党代表边雄田和无党籍议员李仁濟、国民中心联合代表沈大平达成再统合。边雄田在2012年总选前豪言“要赢得50席”，但自由先进党最终仅赢得忠南3席，比例代表2席，合计5席，沈大平、边雄田、李仁濟三人仅有李仁济胜选，遭遇惨败。
落败的沈大平和边雄田退出政坛，收拾残局的非常对策委员长李仁济于2012年5月将党名改为先进统一党，党内则出现回归执政党新世界党的跳船潮。李仁济最终于2012年10月25日将先进统一党并入新世界党。

## 领导层

### 历任党首
| 自由先进党时期 |        |                |                |                |                                    |
| 任次           | 姓名   | 職銜           | 就任日期       | 离任日期       | 备注                               |
| 1              | 李会昌 | 总裁           | 2008年2月1日   | 2010年3月17日  | 废除总裁制                         |
| 1              | 沈大平 | 代表最高委员   | 2008年2月12日  | 2009年8月30日  | 与李会昌不和退党，另建国民中心联合 |
| 2              | 李会昌 | 代表最高委员   | 2010年3月17日  | 2011年5月9日   |                                    |
| 3              | 边雄田 | 代表最高委员   | 2011年5月9日   | 2011年10月9日  |                                    |
| 4              | 沈大平 | 代表最高委员   | 2011年10月10日 | 2012年4月15日  |                                    |
| 临时           | 李仁濟 | 非常对策委员长 | 2012年4月16日  | 2012年5月29日  | 更改党名为先进统一党               |
| 先进统一党时期 |        |                |                |                |                                    |
| 任次           | 姓名   | 職銜           | 就任日期       | 离任日期       | 备注                               |
| 1              | 李仁济 | 代表最高委员   | 2012年5月29日  | 2012年11月16日 | 并入新世界党                       |

## 主要選舉記錄

### 國會選舉
| 年度 | 選舉   | 贏得席位 | 區域得票數 | 區域得票率 | 區域席位 | 比例得票數 | 比例得票率 | 比例席位 | 選舉結果        | 領袖   |
| ---- | ------ | -------- | ---------- | ---------- | -------- | ---------- | ---------- | -------- | --------------- | ------ |
| 2008 | 第18屆 | 18 / 299 | 984,751    | 5.72%      | 14 / 245 | 1,173,463  | 6.84%      | 4 / 54   | ▲ 8席; 第三大黨 | 李会昌 |
| 2012 | 第19屆 | 5 / 300  | 474,001    | 2.2%       | 3 / 246  | 689,843    | 3.2%       | 2 / 54   | ▼ 8席; 第四大黨 | 沈大平 |

### 地方選舉
| 年度   | 選舉  | 廣域團體長 | 廣域自治議員 | 基礎團體長 | 基礎自治議員 | 領袖   |
| ------ | ----- | ---------- | ------------ | ---------- | ------------ | ------ |
| 2010年 | 第5屆 | 1 / 16     | 41 / 764     | 13 / 228   | 117 / 2,888  | 李会昌 |

## 外部連結
1. ↑  . KBS 뉴스.   [2023-11-11]. （原始内容存档于2023-10-11） （韩语）.
2. ↑  . KBS 뉴스.   [2023-11-11]. （原始内容存档于2023-10-09） （韩语）.
3. ↑  . 충청뉴스. 2006-02-20  [2023-11-11]. （原始内容存档于2023-10-09） （韩语）.
4. ↑  . 경향신문. 2006-01-18  [2023-11-11]. （原始内容存档于2023-11-06） （韩语）.
5. ↑  sina_mobile. . news.sina.cn. 2007-11-08  [2023-11-11]. （原始内容存档于2023-11-11）.
6. ↑  . www.hani.co.kr. 2007-12-03  [2023-11-11]. （原始内容存档于2023-11-11） （韩语）.
7. ↑  . 연합뉴스. 2008-02-12  [2023-11-11]. （原始内容存档于2023-11-11） （韩语）.
8. ↑  인터넷신문, 전북일보. . 전북일보 인터넷신문. 2008-02-12  [2023-11-11]. （原始内容存档于2023-11-11） （韩语）.
9. ↑  . KBS 뉴스.   [2023-11-11]. （原始内容存档于2023-11-12） （韩语）.
10. ↑  . 폴리뉴스 Polinews. 2008-08-06  [2023-11-11]. （原始内容存档于2023-11-11） （韩语）.
11. ↑  . www.hani.co.kr. 2009-08-30  [2023-11-11]. （原始内容存档于2023-11-11） （韩语）.
12. ↑  . 서울신문. 2010-03-26  [2023-11-11]. （原始内容存档于2023-11-11）.
13. ↑  . 韩联社（韩国联合通讯社）. 2010-06-03  [2023-11-11]. （原始内容存档于2023-11-11） （中文）.
14. ↑  . 뉴스충청인.   [2023-11-11]. （原始内容存档于2023-11-12）.
15. ↑  . 매일경제. 2011-08-17  [2023-11-11]. （原始内容存档于2023-11-11） （韩语）.
16. ↑  . n.news.naver.com.   [2023-11-11]. （原始内容存档于2023-11-11） （韩语）.
17. ↑  . KBS 뉴스.   [2023-11-11]. （原始内容存档于2023-11-12） （韩语）.
18. ↑  . 매일건설신문. 2012-05-23  [2023-11-11] （韩语）.
19. ↑  . 韩联社（韩国联合通讯社）. 2012-10-25  [2023-11-11]. （原始内容存档于2023-11-11） （中文）.